# Pentaborane(11)
Le pentaborane(11), ou arachno-pentaborane(11), est un hydrure de bore de formule chimique B5H11. C'est un composé distinct du pentaborane, ou nido-pentaborane(9), de formule B5H9.